# 안사의 난
안사의 난(安史之亂, 영어: An Lushan Rebellion)은 755년 12월 16일부터 763년 2월 17일에 걸쳐 당나라의 절도사인 안록산, 부하인 사사명과 그 자녀들이 일으킨 대규모 반란이다. '안사의 난'이란 안록산과 사사명의 첫글자를 따서 지은 이름으로 안녹산의 난 또는 천보의 난(天寶之亂)이라고도 한다. 안녹산은 나라 이름을 연(燕)으로 하고 스스로 황제(稱帝)라고 선포하고서 9년간 지속했다. 이 기간 동안 당나라의 인구는 3600만명이나 줄었다. 위구르족에 의해 진압되지만, 위구르에 의해 장안은 황폐해진다.
반란은 천보 14년(755년)에 시작되었다. 12월 16일(음력 11월 9일), 범양절도사 안록산은 군대를 일으켜 남하하기 시작했다. 안록산은 아들 안경서에 의해 암살될때까지 2년 동안 반란을 이끌었다. 안경수가 안록산의 군대를 이어받고 2년 후, 사사명은 안경수를 살해하고 군부를 찬탈했다. 사사명 역시 2년 동안 이들을 지휘했지만 이후 아들 사조의에 의해 암살당하고 찬탈당했다. 사조의는 763년 2월 17일 당나라에 함락될 때까지 2년을 더 통치했다. 혼란을 틈타 소그디아 및 기타 세력들 역시 당에 반기를 들었다. 안사의 난은 이 반란 일체를 부르는 용어이다.
안사의 난은 중세 중국 역사에서 중요한 전환점이 되었는데, 군사 활동과 이와 관련된 전투 사망으로 기근, 인구 이동, 대규모 기반 시설 파괴 등으로 인한 인구 손실이 크게 발생하여 당 왕조가 크게 약화되었고, 당나라 황제들의 천왕(天王)으로서의 위신이 무너졌으며 서역(西域)의 영구적인 상실로 이어졌기 때문이다. 비록 반란이 황조, 의병, 외부의 지원 등 대규모 연합군에 의해 궁극적으로 진압되었지만, 왕조는 군부의 구조를 개편하지 않고 점령지의 통치방식은 이전의 것을 고수하였다. 이는 당 왕조 쇠퇴의 직접적인 원인이 되어 말기에 지역 군벌 분리주의가 만연한 원인이 되었다. 이로써 당의 멸망 이후 수십 년 동안 오대 십국 시대가 이어졌다.
오대 십국 시대가 끝난 뒤에도 당 말기의 군벌 세력 난립은 이후 통일왕조들에게도 트라우마가 되었다. 일례로, 송나라는 요나라, 서하, 금나라 등의 침략을 받았을 때도 주요 군 지휘관들을 불신하고 그들에게 충분한 권한을 주지 않았다. 또한 적어도 한나라 이후 중국의 정치적, 경제적 중심지였던 관중이 쇠퇴하여 중국의 경제 중심지가 강남 지역으로 이동하는 원인이 되었다.

## 원인
당나라 말기 율령제의 변질, 균전제와 조용조의 변화, 부병제의 붕괴 등이 원인이라고 할 수 있다. 개원의 치를 이끌었던 현종은 양귀비에 빠졌다. 무혜비를 잃고 왕자들을 억울하게 죽게 해 가슴 아파하던 현종은 전국에 화조사(花鳥使)를 파송하여 미녀를 찾아보았지만 찾을 수 없었다. 그는 궁중에 무혜비의 소생인 수왕의 비 양옥환에게 반했고 그녀를 차지하기 위해 수왕과 양옥환을 이혼시킨다. 그리고 양옥환을 도교 사원에 가 있게 한 후 그녀를 다시 궁중에 불러들여 귀비로 삼았다. 그는 밤낮으로 양귀비와 놀고 먹으며 그녀가 말하는 것은 다 들어주었다. 백거이(白居易)가 〈장한가(長恨歌)〉에서 노래한 바와 같이 정사는 돌보지 않고 밤낮으로 궁정에서 환락의 생활에 빠졌다. 양귀비의 환심을 사기 위해 재물은 말할 것도 없고 권력조차 넘겨주는 일을 서슴없이 행한 현종은 여산(驪山)의 온천에 있는 별궁을 수리하여 화청궁(華淸宮)이라 하고, 사시사철 그곳에서 지냈다. 현종은 정치를 고력사 등의 환관들에게 넘겼고, 이로 인해 양국충 등 외척과 환관들의 본격적인 환관-외척정치가 시작되었다. 현종은 양귀비에게 빠져있었고 그로 인해 현종이 넘겨준 정치권력을 손에 넣은 재상 이임보는 양귀비를 조종하여 독재정치를 하였다. 현종은 명신 장구령의 충언은 무시하고 이임보만 절대적으로 신임하였는데 그로 인해 746년 과거 응시자를 전원 탈락시키는 사건을 내는데 그는 그보다 우수한 관리가 나오면 그의 정치가 흔들릴 것 같았기 때문이다. 이임보가 죽고 난 후에 양귀비의 사촌인 양국충이 재상이 되는데 현종은 양국충뿐 아니라 양귀비의 언니들 세 명에게도 호화 저택을 하사하고, 그 친척들을 고관으로 임명하는 등 환관과 외척들의 전횡과 부패 속에서 제도와 관리들은 타락할 수밖에 없었으며, 권력 다툼은 결국 755년 안녹산에게 난을 일으킬 명분을 주게 된다.
부패한 관리와 환관정치로 인해, 수탈을 당할 대로 당한 농민의 소외로 자립 소농민층이 해체된 것도 원인이다. 해체된 자립 소농민층은 유민화되었다.
당나라는 측천무후 때 억압된 귀족 세력이 현종 때에 다시 집권했다. 구집권층과 지주, 상인층 출신과 갈등이 시작되었다.

## 과정
- 755년 안녹산은 간신 양국충을 토벌한다는 명분으로 반란을 일으킨다.
- 756년 1월 안녹산은 낙양에서 제위에 올라 연(燕)이라 칭한다.
- 756년 6월 장안(長安)을 점령한다.
- 756년 7월 양국충이 처형되고, 양귀비가 자살한다.
- 757년 위구르족이 장안을 정복하고 유린한다. 1월 안녹산은 그의 맏아들인 안경서에게 사형당한다.
- 759년 안경서가 안녹산의 부장이던 사사명에게 사형당한다.
- 761년 사사명이 맏아들 사조의에게 사형당한다.
- 762년 당 현종이 사망한다.
- 763년 사조의의 자살로 난이 평정된다.

## 영향

### 인구 감소로 인한 당나라의 쇠퇴
「賊臣不救，孤城圍逼，父陷子死，巢傾卵覆。」

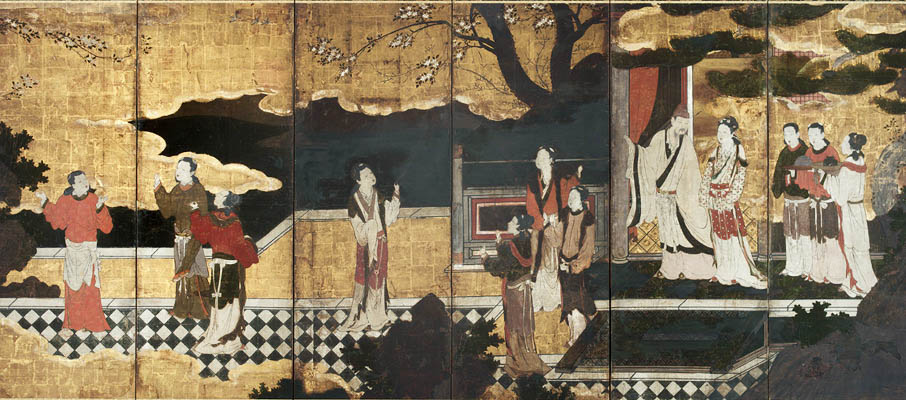
16세기 가노 에이토쿠가 그린 가 후궁 양귀비와 여러 수행원들과 함께 테라스에 있는 명황제.

반란이 일어나기 약 반세기 전까지 당나라의 인구는 점진적으로 증가하여 반란이 일어나기 전 755년의 인구조사에서는 8,914,709호에 52,919,309명의 인구를 기록했다. 그러나 반란이 끝난 다음 해인 764년의 인구조사에서는 2,900,000호에 16,900,000명만을 기록했다. 이후의 인구조사는 호수만을 계산하는데 855년에는 이 수치가 755년에 기록된 숫자의 절반이 조금 넘는 4,955,151호로 증가했다. 조세 및 인구조사 체계가 손상된 영향도 있지만, 전체 인구의 3분의 2인 3,600만명이 감소한 수치가 기록되었음은 큰 인구 감소가 있었음을 의미한다.:280, note 18
스티븐 핑커는 비록 이 수가 논란의 여지가 있음에도 세계 인구의 약 6분의 1을 잃은 역사상 가장 큰 잔학 행위로 제시하였다. 그러나 3,600만을 제시하며 인용한 책의 저자인 매튜 화이트는 후에 이 수를 1,300만으로 수정했다. 이 수가 현재 학계의 정설에 가깝다.
찰스 패트릭 피츠제럴드와 같은 역사학자들은 서너 개의 도에 걸쳐 일어난 반란에서 이토록 많은 사상자가 났다고 해석하기보다는, 종교인이나 외국인 및 상인 등 다양한 비과세자들이 인구조사에서 제외되었고, 인구조사 체계가 부정확한 것으로 해석하는 것이 더 적절하다고 말한다.:280, note 18 당나라 인구의 약 4분의 1에 해당하는 북부의 몇몇 지방들은 더 이상 조세제도의 적용을 받지 않게 되었는데, 이러한 까닭에 반란 이후 당나라의 인구조사 수치는 신뢰할 수 없는 것으로 여겨진다.
오호난화, 황소의 난, 오대 십국 시대, 금송전쟁 등 중국 북부에서 벌어진 전쟁으로 인해 한족이 대거 남하한 의관남도의 사례 중 하나로 분류된다. 이러한 대규모 이주로 남부에 유입된 중화인들은 남부에서 평화기를 유지하며 인구 증가, 경제, 농업 및 문화 발전을 이끌었다.

### 상업과 국가 재무회계의 발달
결국 당나라는 조세 제도는 양세법, 군사 제도는 모병제로 바뀌었다. 난 이후로 경제가 발달하여 재정이 복잡해 지자, 탁지낭중의 지위가 향상하여 탁지사(度支使)라 하게 되고, 재무관청인 탁지(度支)가 호부(戶部), 염철(鹽鐵)과 함께 재정을 취급하는 3개의 중요 기관이 된다.

### 절도사 세력의 성장
수많은 반란 속에서 절도사 세력이 성장하였고, 중앙정부에서는 환관과 외척들이 권력다툼을 벌였다. 결국 875년 황소의 난을 거쳐 당나라는 절도사인 주전충에게 멸망하였다 (당은 안사의 난으로 인해 제도와 지배력등이 많이 떨어지게 되었지만 강남의 풍부한 경제력 덕분에 명맥을 유지했으나 황소의 난으로 인해 재기불능의 상태에 빠지게 되었다.)

## 같이 보기
- 안록산